# Ownliness
ownliness is het studioalbum dat de Nederlandse muziekgroep beequeen uitgaf in 2002. Het album is opgenomen in thuisbasis Nijmegen gedurende het jaar 2000.
Het album bevat melodieuze ambientmuziek, met allerlei geluidseffecten. Naast de vaste kern van de band, speelde ook gastmusici mee. Het zag er na de vorige albums naar uit dat Beequeen ophield te bestaan; de Waard en Kinkelaar vonden geen uitweg uit de ambient, maar kwamen toen met dit album waarop meer melodie was te horen, een stijl die ze later verder uitbouwden. De band maakt geen gebruik van hoofdletters.

## Musici
- Frans de Waard – tapes, geluidseffecten en elektronica
- Freek Kinkelaar – muziekinstrumenten, tapes, geluidseffecten en elektronica
- Raymond Steeg – tapes, geluidseffecten
- Feiko Halbertsma – cello op "beam ends"
- Vivian Breuring – dwarsfluit op "parselmouth"
- Elise de Waard – stem op "ownliness"

## Composities
1. clockwise
2. my wicked wicked ways
3. with anna you get eggroll
4. dead
5. parselmouth
6. there are worse things I could do
7. my heart belongs to daddy
8. beams end
9. the long and metaphysical hourney into ownliness

## Hoes
De hoes bestaat uit een naakte dame gefotografeerd rond 1890 door Léopold Reutlinger.